# Houville-la-Branche
Houville-la-Branche est une commune française située dans le département d'Eure-et-Loir en région Centre-Val de Loire.

## Géographie

### Situation
Houville-la-Branche est située à environ 12 km à l'est de Chartres.
Il y a deux cavités souterraines sur le territoire de la commune.

Situation géographique
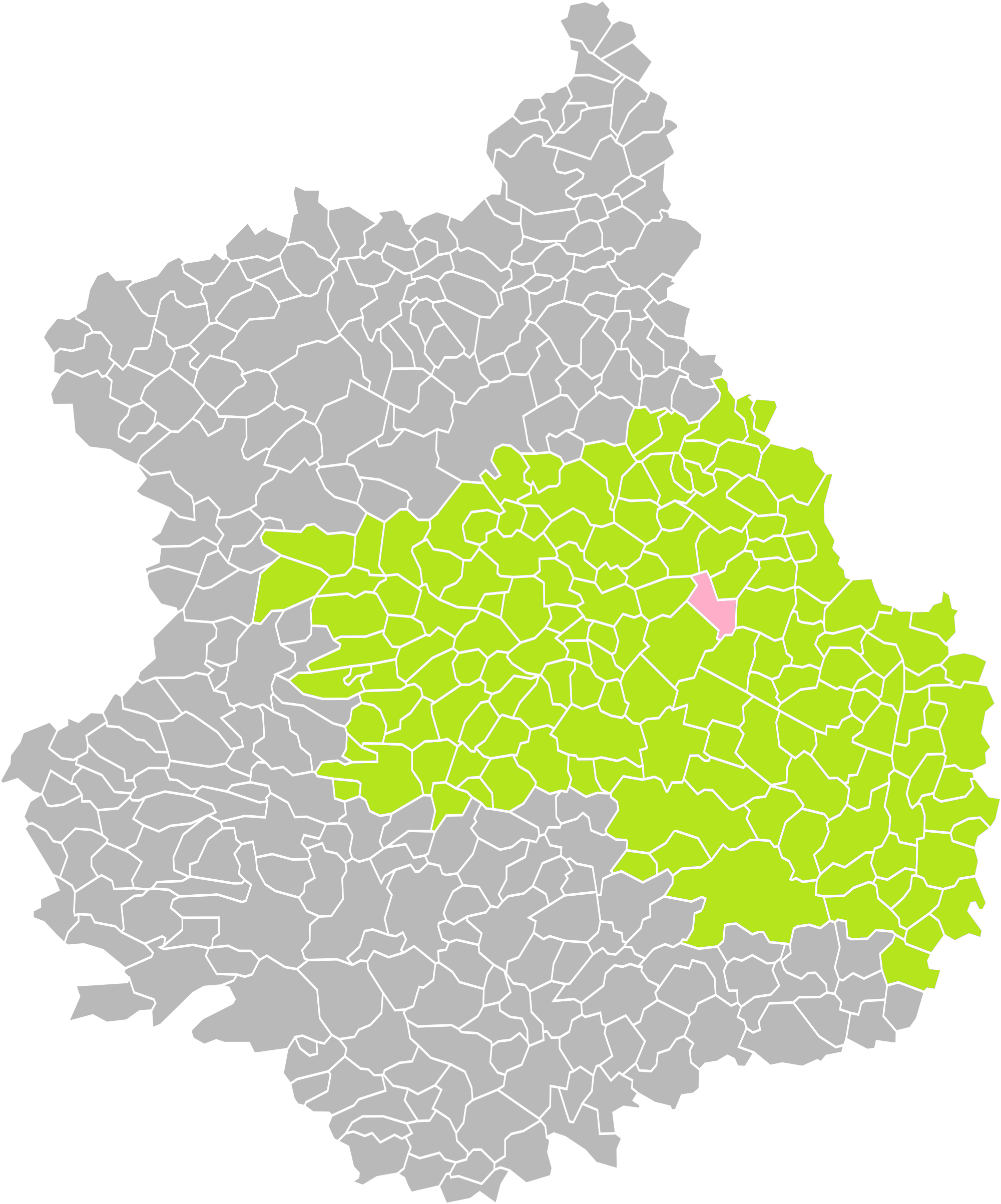
Houville-la-Branche dans son arrondissement.
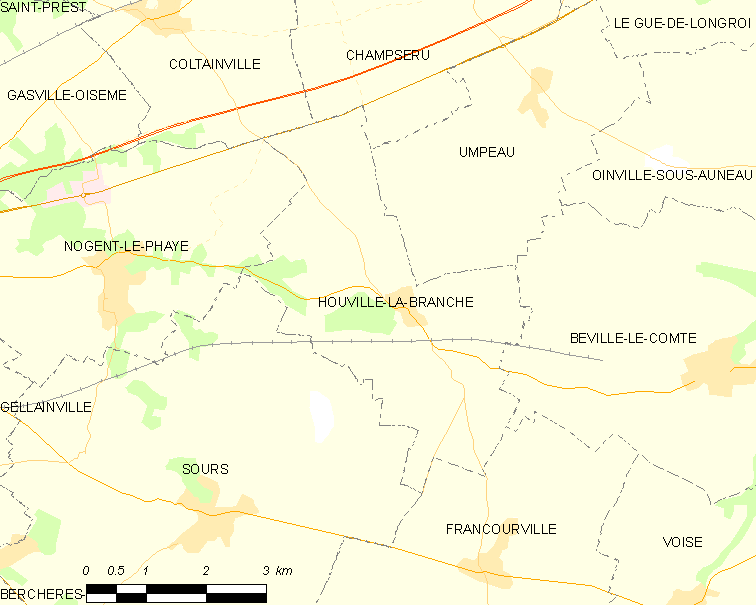
Carte de la commune d'Houville-la-Branche.

### Communes limitrophes
| Coltainville    | Champseru           | Umpeau           |
| Nogent-le-Phaye | Houville-la-Branche | Béville-le-Comte |
| Sours           | Francourville       |                  |

### Climat
Pour des articles plus généraux, voir Climat du Centre-Val de Loire et Climat d'Eure-et-Loir.
En 2010, le climat de la commune est de type climat océanique dégradé des plaines du Centre et du Nord, selon une étude du CNRS s'appuyant sur une série de données couvrant la période 1971-2000. En 2020, Météo-France publie une typologie des climats de la France métropolitaine dans laquelle la commune est exposée à un climat océanique altéré et est dans la région climatique  Sud-ouest du bassin Parisien, caractérisée par une faible pluviométrie, notamment au printemps (120 à 150 mm) et un hiver froid (3,5 °C). 
Pour la période 1971-2000, la température annuelle moyenne est de 10,5 °C, avec une amplitude thermique annuelle de 14,9 °C. Le cumul annuel moyen de précipitations est de 630 mm, avec 10,4 jours de précipitations en janvier et 7,7 jours en juillet. Pour la période 1991-2020, la température moyenne annuelle observée sur la station météorologique de Météo-France la plus proche, sur la commune de Sours à 5 km à vol d'oiseau, est de 11,6 °C et le cumul annuel moyen de précipitations est de 587,6 mm,. Pour l'avenir, les paramètres climatiques de la commune estimés pour 2050 selon différents scénarios d'émission de gaz à effet de serre sont consultables sur un site dédié publié par Météo-France en novembre 2022.

## Urbanisme

### Typologie
Au 1er janvier 2024, Houville-la-Branche est catégorisée commune rurale à habitat dispersé, selon la nouvelle grille communale de densité à 7 niveaux définie par l'Insee en 2022.
Elle est située hors unité urbaine. Par ailleurs la commune fait partie de l'aire d'attraction de Chartres, dont elle est une commune de la couronne,. Cette aire, qui regroupe 117 communes, est catégorisée dans les aires de 50 000 à moins de 200 000 habitants,.

### Occupation des sols
L'occupation des sols de la commune, telle qu'elle ressort de la base de données européenne d’occupation biophysique des sols Corine Land Cover (CLC), est marquée par l'importance des territoires agricoles (90,7 % en 2018), une proportion identique à celle de 1990 (90,7 %). La répartition détaillée en 2018 est la suivante : 
terres arables (90,7 %), forêts (7,5 %), zones urbanisées (1,9 %). L'évolution de l’occupation des sols de la commune et de ses infrastructures peut être observée sur les différentes représentations cartographiques du territoire : la carte de Cassini (XVIIIe siècle), la carte d'état-major (1820-1866) et les cartes ou photos aériennes de l'IGN pour la période actuelle (1950 à aujourd'hui).

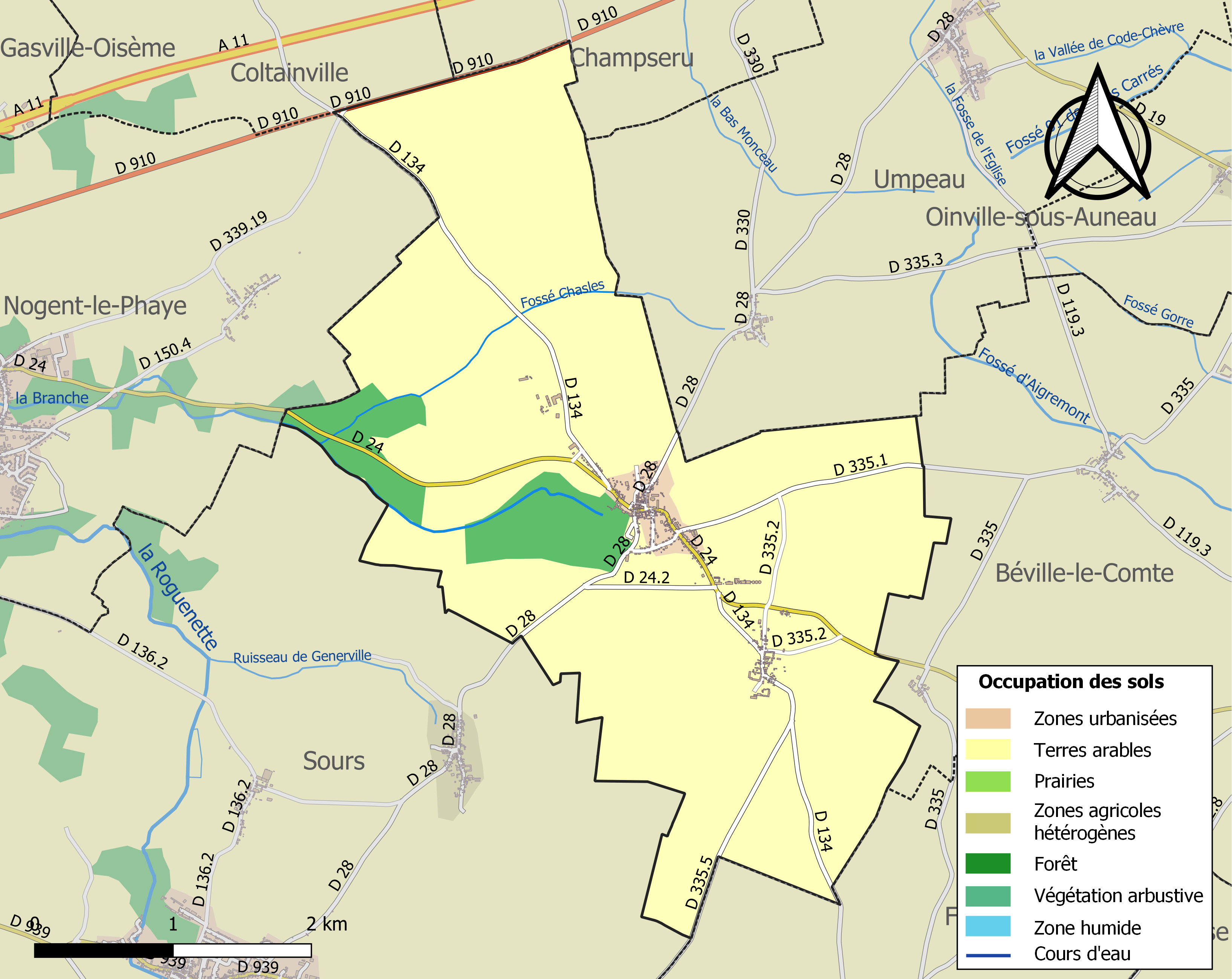
Carte des infrastructures et de l'occupation des sols de la commune en 2018 (CLC).

### Risques majeurs
Le territoire de la commune d'Houville-la-Branche est vulnérable à différents aléas naturels : météorologiques (tempête, orage, neige, grand froid, canicule ou sécheresse), inondations, mouvements de terrains et séisme (sismicité très faible). Il est également exposé à un risque technologique, le transport de matières dangereuses. Un site publié par le BRGM permet d'évaluer simplement et rapidement les risques d'un bien localisé soit par son adresse soit par le numéro de sa parcelle.

#### Risques naturels
Certaines parties du territoire communal sont susceptibles d’être affectées par le risque d’inondation par débordement de cours d'eau, notamment La commune a été reconnue en état de catastrophe naturelle au titre des dommages causés par les inondations et coulées de boue survenues en 1999,.

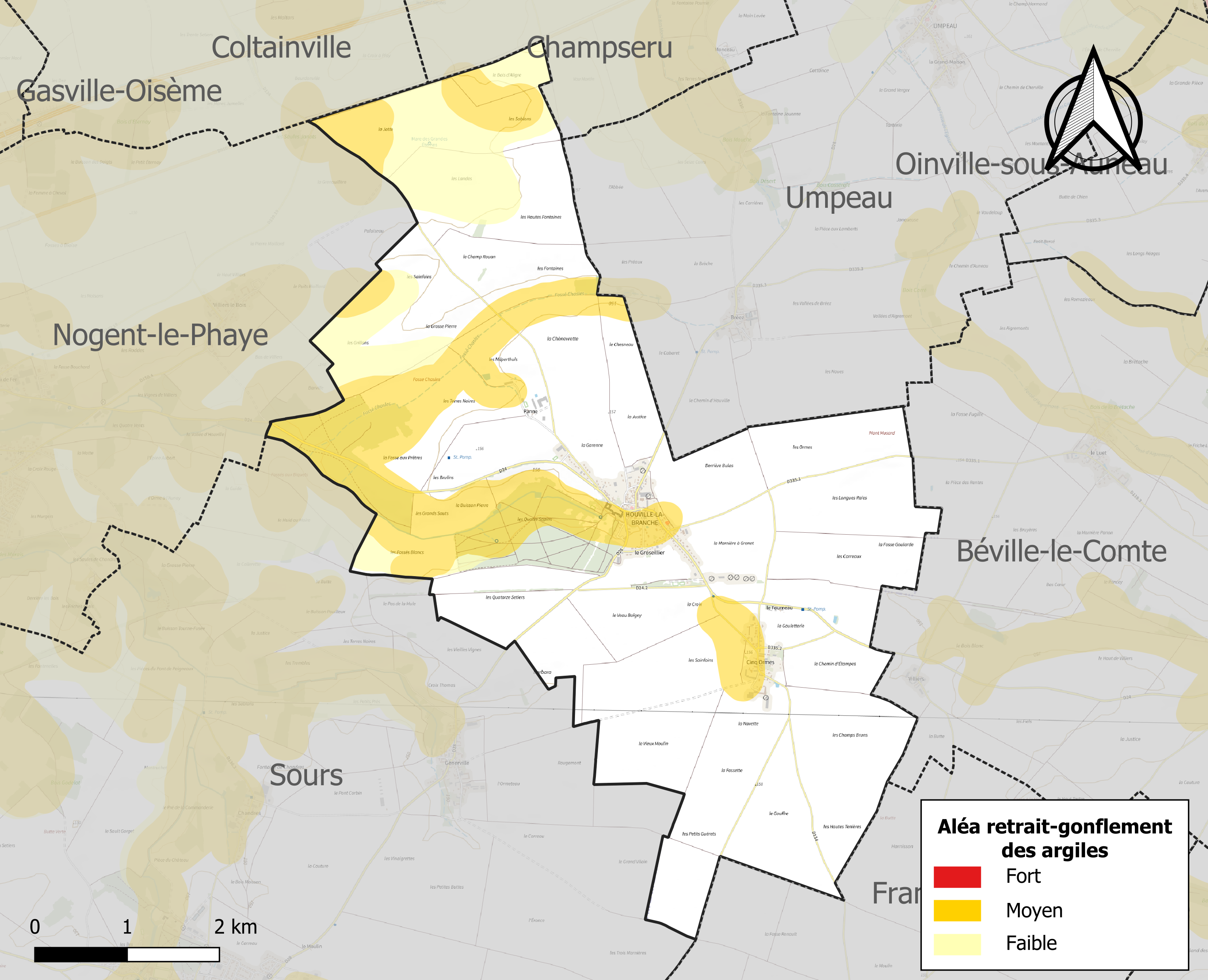
Carte des zones d'aléa retrait-gonflement des sols argileux d'Houville-la-Branche.

Les mouvements de terrains susceptibles de se produire sur la commune sont des affaissements et effondrements liés aux cavités souterraines. L'inventaire national des cavités souterraines permet de localiser celles situées sur la commune.
Le retrait-gonflement des sols argileux est susceptible d'engendrer des dommages importants aux bâtiments en cas d’alternance de périodes de sécheresse et de pluie. 20,6 % de la superficie communale est en aléa moyen ou fort (52,8 % au niveau départemental et 48,5 % au niveau national). Sur les 200 bâtiments dénombrés sur la commune en 2019, 91 sont en aléa moyen ou fort, soit 46 %, à comparer aux 70 % au niveau départemental et 54 % au niveau national. Une cartographie de l'exposition du territoire national au retrait gonflement des sols argileux est disponible sur le site du BRGM,.
Concernant les mouvements de terrains, la commune a été reconnue en état de catastrophe naturelle au titre des dommages causés par des mouvements de terrain en 1999.

#### Risques technologiques
Le risque de transport de matières dangereuses sur la commune est lié à sa traversée par des infrastructures routières ou ferroviaires importantes ou la présence d'une canalisation de transport d'hydrocarbures. Un accident se produisant sur de telles infrastructures est en effet susceptible d’avoir des effets graves au bâti ou aux personnes jusqu’à 350 m, selon la nature du matériau transporté. Des dispositions d’urbanisme peuvent être préconisées en conséquence.

## Toponymie
Le nom de la localité est attesté sous la forme Holvilla vers 1130.
Il s'agit d'une formation toponymique médiévale en -ville au sens ancien de « domaine rural », dont le premier élément Hou- représente un anthroponyme, conformément au cas général. Peut-être est-ce le nom de personne germanique Hohold, dont la contraction en Hol- est possible phonétiquement.
Le déterminant complémentaire -la-Branche du toponyme actuel date de  1936 pour éviter toute confusion avec Houville-en-Vexin qui, cependant, ne partage probablement pas la même étymologie.

## Histoire

### Époque contemporaine
- En direction de Sours, la route départementale 28 croise l'ancienne voie de chemin de fer de Beaulieu-le-Coudray à Auneau-Embranchement qui desservait pour les voyageurs et le fret Houville-la-Branche de 1876 à 1939. Cette ligne est déferrée de 1973 à 1977.
- Le dimanche 16 juin 1940, lors de combats entre les troupes allemandes et le 4e régiment de tirailleurs tunisiens, 63 soldats sont tués à Houville-la-Branche, où un cimetière militaire est ensuite aménagé, sur un terrain situé entre la D  24 et la D 154.

## Politique et administration

### Liste des maires
| Période                                  | Période  | Identité            | Étiquette | Qualité                             |
| ---------------------------------------- | -------- | ------------------- | --------- | ----------------------------------- |
| Les données manquantes sont à compléter. |          |                     |           |                                     |
| Novembre 2006                            | En cours | Dominique Pétillon, | SE        | Agriculteur sur grande exploitation |

## Population et société

### Démographie
L'évolution du nombre d'habitants est connue à travers les recensements de la population effectués dans la commune depuis 1793. Pour les communes de moins de 10 000 habitants, une enquête de recensement portant sur toute la population est réalisée tous les cinq ans, les populations de référence des années intermédiaires étant quant à elles estimées par interpolation ou extrapolation. Pour la commune, le premier recensement exhaustif entrant dans le cadre du nouveau dispositif a été réalisé en 2007.

En 2022, la commune comptait 414 habitants, en évolution de −5,48 % par rapport à 2016 (Eure-et-Loir : −0,23 %, France hors Mayotte : +2,11 %).
| 1793 | 1800 | 1806 | 1821 | 1831 | 1836 | 1841 | 1846 | 1851 |
| ---- | ---- | ---- | ---- | ---- | ---- | ---- | ---- | ---- |
| 335  | 346  | 345  | 345  | 339  | 352  | 360  | 380  | 366  |

| 1856 | 1861 | 1866 | 1872 | 1876 | 1881 | 1886 | 1891 | 1896 |
| ---- | ---- | ---- | ---- | ---- | ---- | ---- | ---- | ---- |
| 363  | 356  | 364  | 409  | 399  | 380  | 382  | 365  | 401  |

| 1901 | 1906 | 1911 | 1921 | 1926 | 1931 | 1936 | 1946 | 1954 |
| ---- | ---- | ---- | ---- | ---- | ---- | ---- | ---- | ---- |
| 397  | 409  | 404  | 361  | 398  | 381  | 377  | 413  | 365  |

| 1962 | 1968 | 1975 | 1982 | 1990 | 1999 | 2006 | 2007 | 2012 |
| ---- | ---- | ---- | ---- | ---- | ---- | ---- | ---- | ---- |
| 331  | 307  | 316  | 332  | 332  | 450  | 477  | 481  | 469  |

| 2017 | 2022 | - | - | - | - | - | - | - |
| ---- | ---- | - | - | - | - | - | - | - |
| 424  | 414  | - | - | - | - | - | - | - |

## Économie
La ferme de Bulas a mis en place une agriculture de précision respectueuse de l’environnement. Elle maintient l’apiculture et la biodiversité[réf. nécessaire].

## Culture locale et patrimoine

### Lieux et monuments

#### Église Saint-Léger
L'édifice présente un clocher tors dont la flèche octogonale très élancée tourne de 1/16e de tour de gauche à droite.
En 2020, est redécouverte la crypte qui abrite un puits, ainsi que des peintures murales datées du XIIe siècle.

L'église Saint-Léger
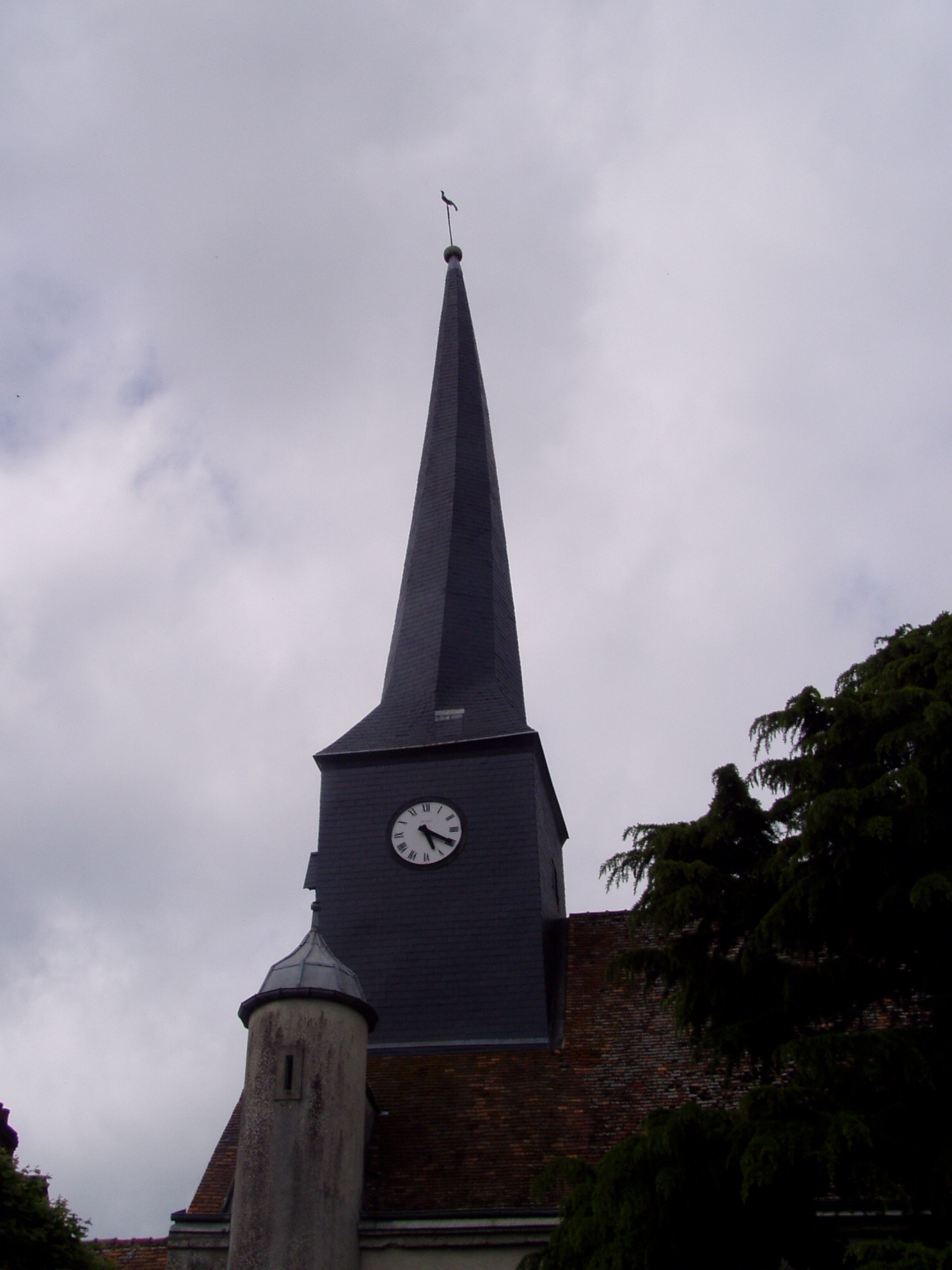
Le clocher tors de l'église.
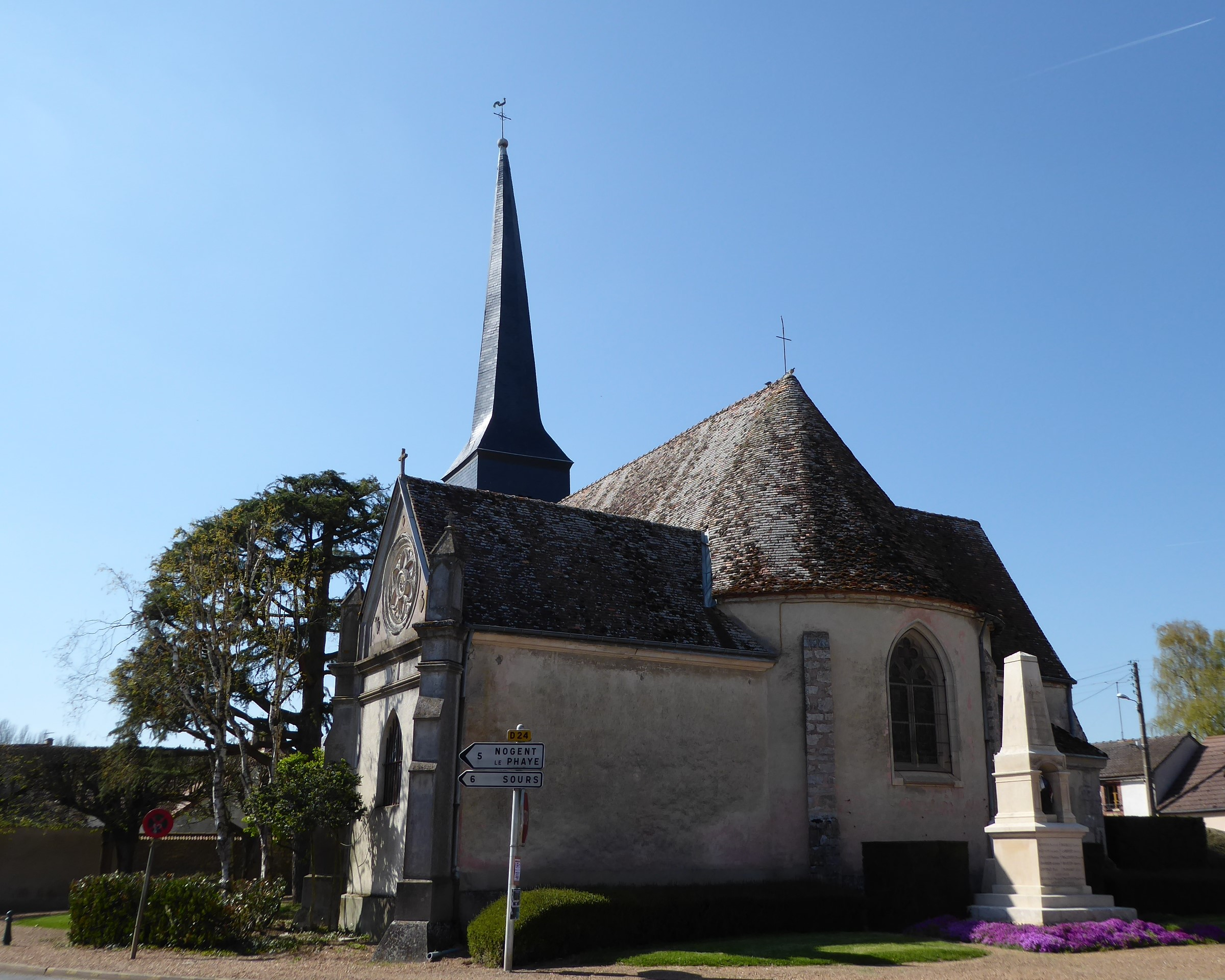
Le monument aux morts devant le chevet de l'église.

#### Château d'Houville-la-Branche
Le château ( Inscrit MH (1960)) est entouré d'un parc de 55 hectares, constitué en un site naturel classé.

#### Autres lieux et monuments
- Le cimetière militaire du 4e régiment de tirailleurs tunisiens ;
- Le monument aux morts situé devant le chevet de l'église Saint-Léger.

Autres lieux et monuments d'Houville-la-Branche
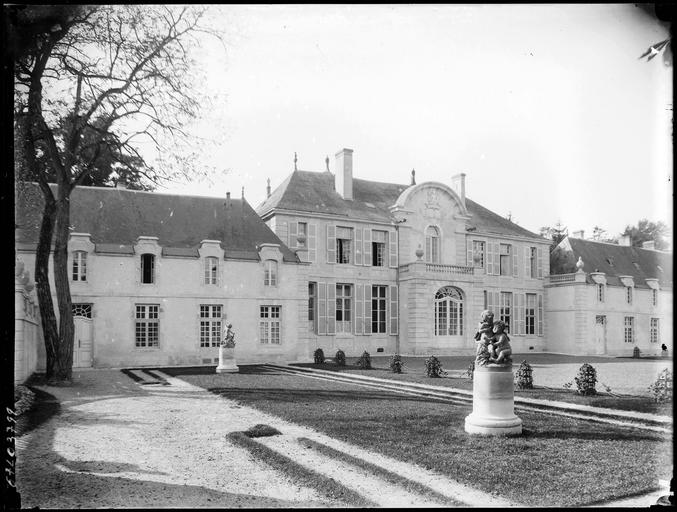
Le château d'Houville-la-Branche entre 1900 et 1920.
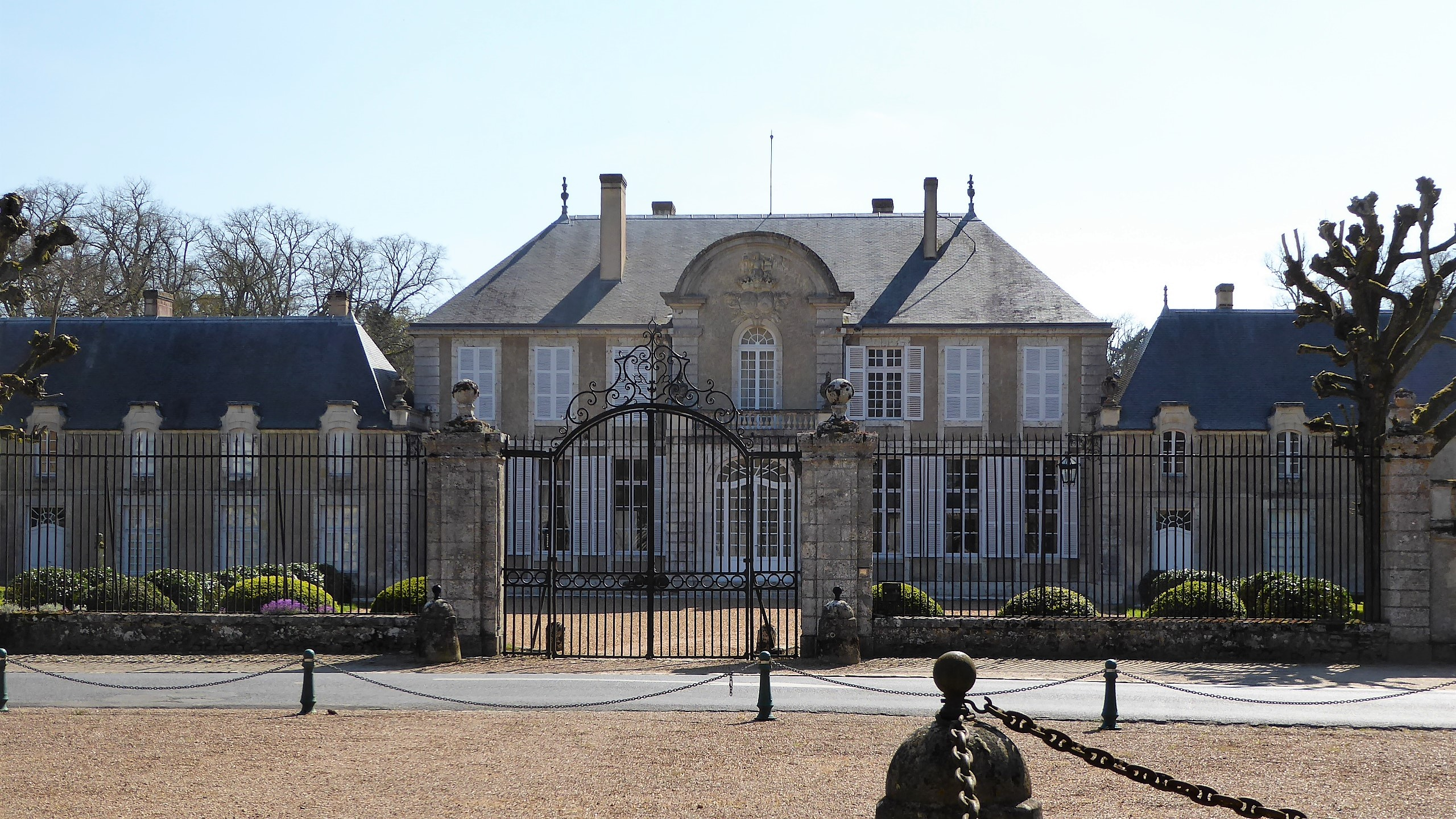
Le château en 2016.
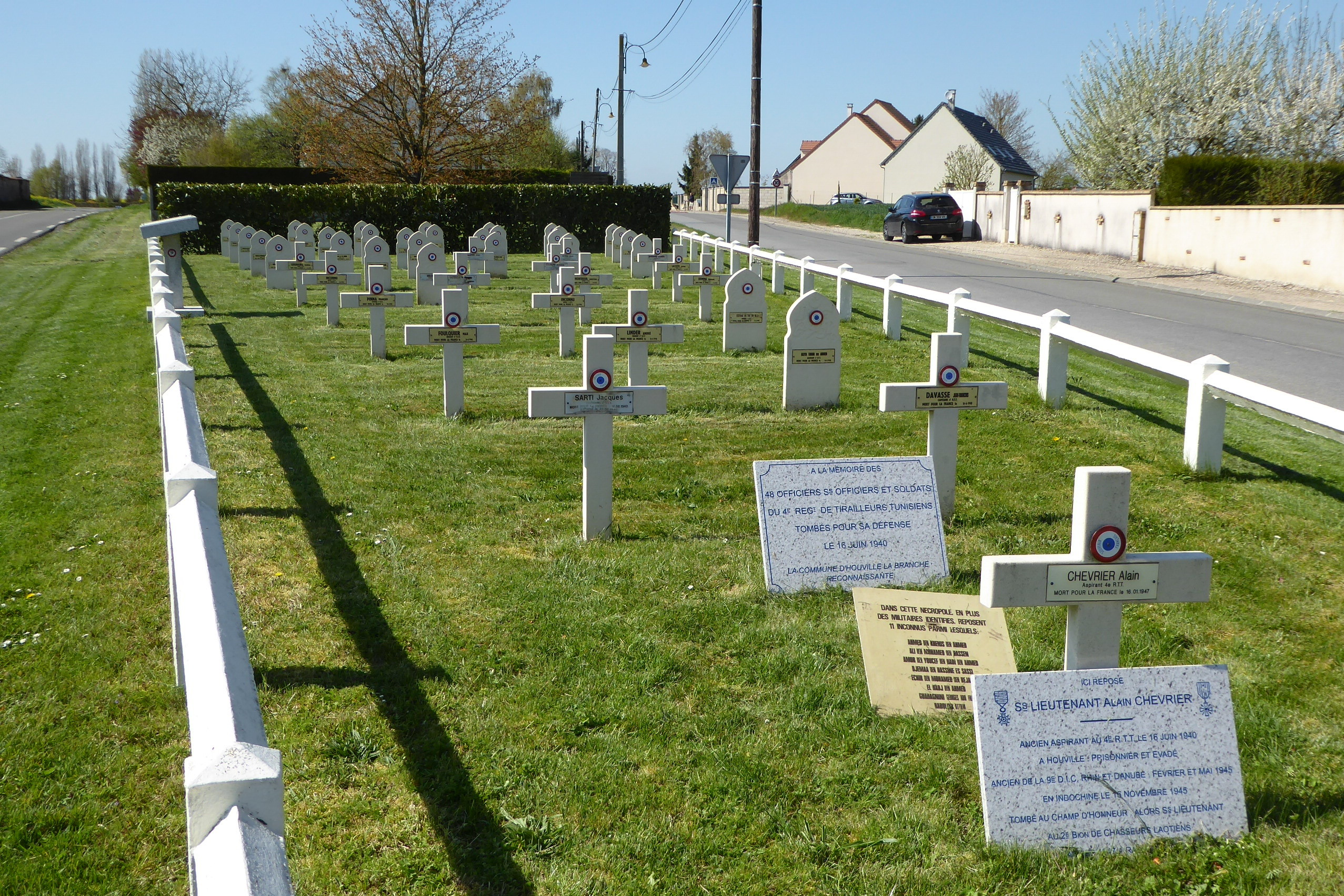
Cimetière militaire du 4e régiment de tirailleurs tunisiens.

### Patrimoine naturel
Site classé
- Le parc du château d'Houville-la-Branche  Site classé (1961)[28]

### Personnalités liées à la commune
- Anatole France (1844-1924), écrivain et critique littéraire français, issu par sa mère d'une famille de meuniers de Chartres, les Gallas[29] et propriétaire du château d'Houville-la-Branche[27] ;
- Paul Argand (1849-1896), négociant, directeur des grands magasins À la place Clichy[30] à Paris. Il est le premier directeur en France à avoir ouvert le capital de son entreprise à ses employés par l'actionnariat[31], également éditeur (éditions P. Argand et Baraduc[32],[33],[34]) et lié, par le mariage de son fils, au parfumeur Delettrez. Il est inhumé dans la commune ;
- Comte Stanisław Czaykowski (1899-1933), pilote automobile.

### Citation littéraire
« Un peu plus tard, ils traversèrent des villages dont les noms chantaient comme des poèmes à Jeanne : Occonville, Umpeau, Cherville, Villiers-les-Bois, Houville-la-Branche, Nogent-le-Phaye. »

— Michèle Sarde, Histoire d'Eurydice pendant la remontée, Paris, Seuil 1991, page 69-70.